# 캄신

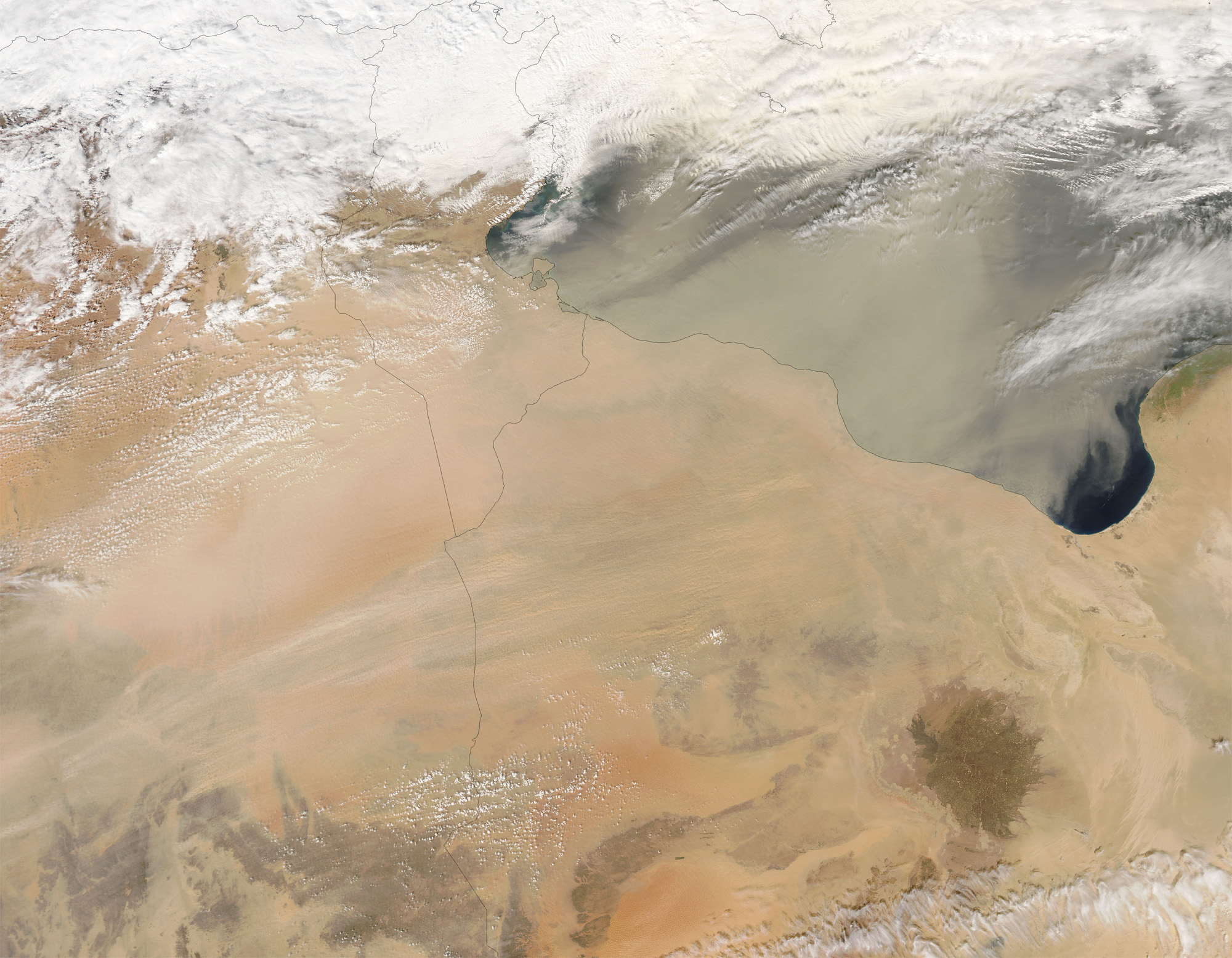
리비아로 부는 먼지 폭풍

캄신(خمسين)은 이집트와 이스라엘에 영향을 주는 건조하고 덥고 모래가 많은 국지풍이다. 봄부터 여름까지 지중해를 저기압이 동진하는데, 여기에 이끌려서 사막에서 불어나오는 모래풍인 열풍을 말한다.
숫자 50을 의미하는 아랍어 낱말에서 비롯된 이 건조하고 모래로 가득한 폭풍은 봄에 50일 넘게 이집트로 산발적으로 분다. 이 용어는 남부 레반트(이스라엘, 팔레스타인, 요르단)에서도 사용되며 이러한 현상은 부분적으로 다른 양상을 취하며 봄과 가을에 모두 분다.

## 같이 보기
- 모래폭풍